# 荣耀V10
荣耀V10是由华为公司设计和销售的智能手机，为荣耀系列手机，也是荣耀V9的换代产品，于2017年11月28日发布。

## 配置
荣耀V10搭载了麒麟970芯片，设有后置双摄像头、前置摄像头、红外识别和前置指纹识别，并引入了长宽比18:9的5.99英寸屏幕，具备NFC功能。继华为Mate 10后，该款手机是第二款搭载麒麟970芯片的手机。该手机有四种配色：幻夜黑、魅丽红、沙滩金、极光蓝。

## 功能
该手机因其摄像功能的软件调校、智能个人助理和“随行翻译”功能的引入，被宣传为“AI智能手机”。
2018年6月，华为宣布将为该机型适配GPU Turbo和AI识图软件优化功能，宣称前者能优化手机上的游戏体验和能耗。2018年9月，华为为该机型适配了微信支付的指纹支付功能，并确保将指纹数据存储于本地。2018年10月，华为对欧洲市场的V10手机推送了基于Android 9的EMUI 8.1更新。

## 销售与推广
该机型于2017年11月28日发布销售，代言人为赵丽颖、孙杨和胡歌。在中国大陆地区，该手机全网通版发布时的售价为：4GB随机内存+64GB内置存储版本（标配版）为2699元人民币，6GB随机内存+64GB内置存储版本（高配版）为2999元人民币，6GB随机内存+128GB内置存储版本（尊享版）为3499元人民币。

## 评价
Engadget的作者认为，该手机的前置指纹识别可能会增加解锁、点按操作时重心不稳摔机的风险，但也能吸引到很多厌恶后置指纹识别的消费者；同时，该手机搭载了长宽比18:9的屏幕，但前置指纹识别所在的手机下部较为细长，故没有破坏手机整体的观感；而后置主相机组突出过于明显，日间成像的风格更偏真实，暗光拍摄因嵌入式神经网络处理器（NPU）加持而让成像效果达到平衡。而太平洋电脑网认为，该款手机配色抢眼、质感出色、整体性强、单手操作舒适易用，提供Type-C接口和3.5英寸音频接口，有快速充电功能，显得考虑周全，设计优秀。
2018年1月，该款手机在CES上获得包含PCMag最佳手机奖在内的九个奖项。